# Frammenti rosa
Frammenti rosa è un album del gruppo musicale italiano Formula 3 pubblicato dall'etichetta discografica Durium nel 1992.

## Descrizione
L'album è prodotto e arrangiato dallo stesso gruppo, il cui nome per  l'occasione viene riportato nella copertina come "FormulaTre". 
Il titolo si rifà a quello del brano d'apertura, Un frammento rosa, presentato al Festival di Sanremo 1992 ed eliminato dopo la prima esecuzione.

## Tracce
Lato A
1. Un frammento rosa – 4:04 (M.Luca, L.Bevini)
2. Cieli finalmente limpidi – 4:45 (M.Luca, L.Bevini)
3. 7 e 40 – 4:13 (Mogol, Battisti)
4. La tempesta – 3:18 (testo: M.Castelnuovo – musica: A.Cicco, M.Castelnuovo)
5. Gioco d'amore – 3:52 (F.Manzoni, O.Prudente)

Durata totale: 20:12
Lato B
1. Come un'onda nel mare – 4:15 (F.Manzoni, O.Prudente)
2. Né con te né senza te – 4:05 (testo: M.Castelnuovo – musica: A.Cicco, M.Castelnuovo)
3. Sotto il carbone – 3:51 (Mogol, O.Prudente)
4. Sex Song – 4:34 (R.Jackson, O.Avogadro)
5. Che giorno è – 3:35 (M.Luca, L.Bevini)

Durata totale: 20:20

## Formazione
- Alberto Radius - voce, cori, chitarra
- Gabriele Lorenzi - voce, tastiera
- Tony Cicco - voce, cori, batteria

Altri musicisti
- Stefano Previsti - tastiera
- Carmelo Isgrò - basso
- Massimo Luca - chitarra acustica, cori, basso
- Mauro Gazzola - tastiera
- Ronnie Jackson - chitarra elettrica
- Paola Folli, Oscar Prudente - cori

## Edizioni
- 1992 – LP, Durium NDLP 201, Italia
- 1992 – CD, Durium NDCD 201, Italia
- 1992 – MC, Durium NDK 7201, Italia